# Pararobertsonia abyssi
Pararobertsonia abyssi is een eenoogkreeftjessoort uit de familie van de Miraciidae. De wetenschappelijke naam van de soort is voor het eerst geldig gepubliceerd in 1944 door Lang.